# Il giocatore (miniserie televisiva)
Il giocatore è uno sceneggiato televisivo in due puntate prodotto dalla Rai - Radiotelevisione Italiana e trasmesso sul Programma Nazionale dal 21 al 28 febbraio 1965.
La sceneggiatura dell'adattamento televisivo è tratta dal romanzo omonimo Il giocatore di Fëdor Dostoevskij.
Regista dello sceneggiato, girato in bianco e nero e della durata complessiva di 132 minuti, è stato Edmo Fenoglio.

## Puntate

### Prima puntata
- Prima TV: 21 febbraio 1965
- Durata: 71 minuti

#### Trama
(Aleksej nella scena iniziale)
Le vicende sono ambientate in una città termale tedesca di nome Roulettenburg.
Aleksej Ivànovic, il narratore del romanzo, svolge il ruolo di precettore nella famiglia stravagante di un vecchio generale, innamorato pazzo di una giovane francese dal passato turbolento, mademoiselle Blanche. Aleksej è perdutamente innamorato dalla figliastra del generale, Polina Aleksàndrovna, la quale non ricambia il suo amore. Il generale si trova in condizioni di forti ristrettezze economiche e ha chiesto in prestito del denaro a un giovane francese, il marchese Des Grieux, al quale ha ipotecato tutti i suoi beni per racimolare un po' di denaro. La speranza del generale, e dello stesso Des Grieux che gli ha fatto credito, è che muoia la vecchia zia (chiamata da tutti "la nonna") Antonida Tarasevičeva: coi soldi dell'eredità il generale potrebbe saldare i suoi debiti e sposare l'avvenente francesina Blanche.
Con i soldi ricevuti dal francese Des Grieux, il generale chiede subito alla sorella Marja Filippovna di organizzare un pranzo. Al convito partecipano, oltre alla famiglia del generale, il marchese Des Grieux, il ricco inglese Astley, Mezencov, Blanche e il precettore Aleksej. L'atmosfera si scalda quando quest'ultimo e il marchese vengono a discutere in modo acceso, in seguito a un rendiconto di Aleksej sulla codardia dei generali francesi.

Aleksej a colloquio con Polina Aleksandrovna

Terminato il pranzo, Aleksej incontra Polina Aleksandrovna e le porta 700 fiorini ricavati dalla vendita di alcuni brillanti della ragazza. Polina riconsegna ad Aleksej la somma di denaro e lo esorta ad andare a giocare alla roulette e cercare di vincere quanto più possibile per lei: Polina, infatti, spiega ad Aleksej che necessita di grosse somme di denaro, poiché la famiglia è ormai al limite della rovina. Aleksej, dapprima titubante, accetta la proposta di Polina e si reca per la prima volta nella sala da gioco di Roulettenburg. Quando vi entra, ne rimane disgustato.
(Aleksej)
Ma nonostante ciò, Aleksej sente per il gioco un'attrazione particolare e profonda.
(Aleksej)
Dopo aver vinto, Aleksej riporta il denaro a Polina Aleksandrovna, la quale lo invita a giocare ancora per lei. Ma questa volta Aleksej perde tutto, come preannunciato alla stessa Polina poco prima di recarsi nelle sale da gioco.
Segue una scena nella quale sono ancora Polina e Aleksej soli nel parco a discutere: Aleksej le parla dei suoi sentimenti e le conferma che sarebbe disposto a tutto per lei. Sfidato da Polina, si avvicina a una baronessa e la infastidisce. L'indomani il generale licenzia Aleksej, dopo aver avuto un confronto con il barone offeso dalle azioni del giovane.
Tutti attendono con ansia l'arrivo di un telegramma da Pietroburgo con la notizia del decesso della nonna. Tuttavia, questa piomba improvvisamente in Germania, in compagnia della sua servitù, lasciando tutta la famiglia di stucco. La nonna chiede ad Aleksej di accompagnarla nelle sale da gioco, e questi la asseconda.

### Seconda puntata
- Prima TV: 28 febbraio 1965
- Durata: 61 minuti

#### Trama

Aleksej spiega alla "nonna" le regole del gioco

La puntata ricomincia esattamente dove era terminata la prima: la baboulinka (cioè la nonna) ha iniziato a puntare alla roulette, aiutata da Aleksej. Inizialmente tutto procede per il meglio, la nonna vince una somma considerevole.
In un secondo momento, però, la fortuna gira e volta le spalle anche all'anziana Antonida. La nonna, infatti, gioca in modo sregolato e le sue puntate sono estremamente pericolose (finisce per giocare più volte sullo zero, la puntata più redditizia ma al contempo la più improbabile) e perde la maggior parte dei suoi averi, con grande disperazione dei suoi familiari.
Sulla famiglia del generale sembra abbattersi l'ultima delle sciagure. La promessa sposa del generale, mademoiselle Blanche, perde decisamente interesse in lui; il marchese des Grieux si allontana verso Pietroburgo a vendere i possedimenti ipotecati dal generale, lasciando sola e senza soldi anche Polina.
Aleksej decide di scommettere al gioco della roulette per aiutare economicamente Polina. Egli ha infatti una piccola dote ricevuta dalla "nonnina" quando la fortuna la assisteva. Una sera, in particolare, comincia a vincere senza sosta; preso dalla foga pensa di scommettere tutti i soldi accumulati, 200mila franchi, ma all'ultimo secondo fugge via dalla casa da gioco e torna da Polina. Quando Polina viene a conoscenza delle vincite di Aleksej al casinò, pur avendo trascorso la notte insieme, l'indomani è in preda alla collera e fugge da Mr. Astley.
Aleksej a questo punto viene convinto da Blanche a recarsi a Parigi col fine unico e premeditato di sperperare i suoi soldi. Aleksej accetta e si reca in Francia con la ragazza. A una settimana dal loro trasferimento, e dopo aver già scialacquato buona parte dei soldi vinti alla roulette, i due vengono raggiunti dal generale, il quale finalmente riesce a sposare la sua amata. Aleksej si congeda da Blanche, la quale ha finalmente ottenuto le due cose che più bramava, ovvero un titolo e il denaro. Il giovane riprende il suo viaggio attraverso i casinò di tutta Europa, e per qualche mese si ritrova a fare i lavori più umili e, a causa di un debito, finisce anche in prigione.

Aleksej e Mr. Astley nella scena finale

Un giorno Aleksej incontra Mr. Astley che gli spiega le ragioni di Polina: egli infatti rivela ad Aleksej che la ragazza in realtà era sempre stata innamorata di lui e, in segno della vecchia amicizia, gli lascia del denaro, lasciando decidere a lui se usarlo per raggiungere Polina in Svizzera o per giocare alla roulette.
Aleksej sembra pronto a raggiungere l'amata, ma all'ultimo decide di proseguire per la sua strada e, quella sera stessa, ricomincia a giocare.
(Mr. Astley ad Aleksej)

## Personaggi e interpreti

### Personaggi principali
- Aleksej Ivanovic, interpretato da Warner Bentivegna. Precettore dei due piccoli figli del generale, è il protagonista e il narratore delle vicende. Perdutamente innamorato della figliastra del generale, Polina Aleksandrovna, tenta più volte la fortuna al gioco d'azzardo.
- Polina Aleksandrovna, interpretata da Carla Gravina. Figliastra del generale, si invaghisce del marchese De Grieux.
- Marchese Des Grieux, interpretato da Gianfranco Ombuen. Giovane e scaltro francese, nei confronti del quale il generale è in forte debito.
- Antonida Vasil’evna Tarasevičeva, interpretata da Lina Volonghi. Zia del generale, chiamata da tutti "nonna". Vive a Pietroburgo ed è una ricca e nobile proprietaria terriera.
- Mr. Astley, interpretato da Tino Carraro. Uomo ricchissimo, inglese, proprietario di uno zuccherificio. Innamorato anche lui della giovane Polina Aleksandrovna e amico di Aleksej Ivanovic.
- Il generale, interpretato da Mario Pisu. Vecchio ufficiale, innamorato dell'affascinante mademoiselle Blanche.
- Mademoiselle Blanche, interpretata da Giuliana Calandra. Astuta ragazza francese, avida di denaro e potere.

### Personaggi secondari
- Marja Filippovna, interpretata da Angela Lavagna. È la sorella del generale.
- Potapyc, interpretato da Fausto Guerzoni. Servo di Antonida Vasil’evna.
- Marfa, interpretata da Rina Franchetti. Serva di Antonida Vasil’evna.

## Distribuzione
In Italia la miniserie è stata trasmessa in prima visione Rai 1 dal 21 al 28 febbraio 1965.